# Bethencourtia
 Bethencourtia  Choisy, 1825 è un genere di piante angiosperme dicotiledoni della famiglia delle Asteraceae (sottofamiglia Asteroideae).

## Etimologia
Il nome scientifico del genere è stato definito dal botanico Jacques Denys Choisy (1799-1859) nella pubblicazione " Physicalische Beschreibung der Canarischen Inseln. Berlin." (Phys. Beschr. Canar. Ins. [Buch] 148) del 1825.

## Descrizione

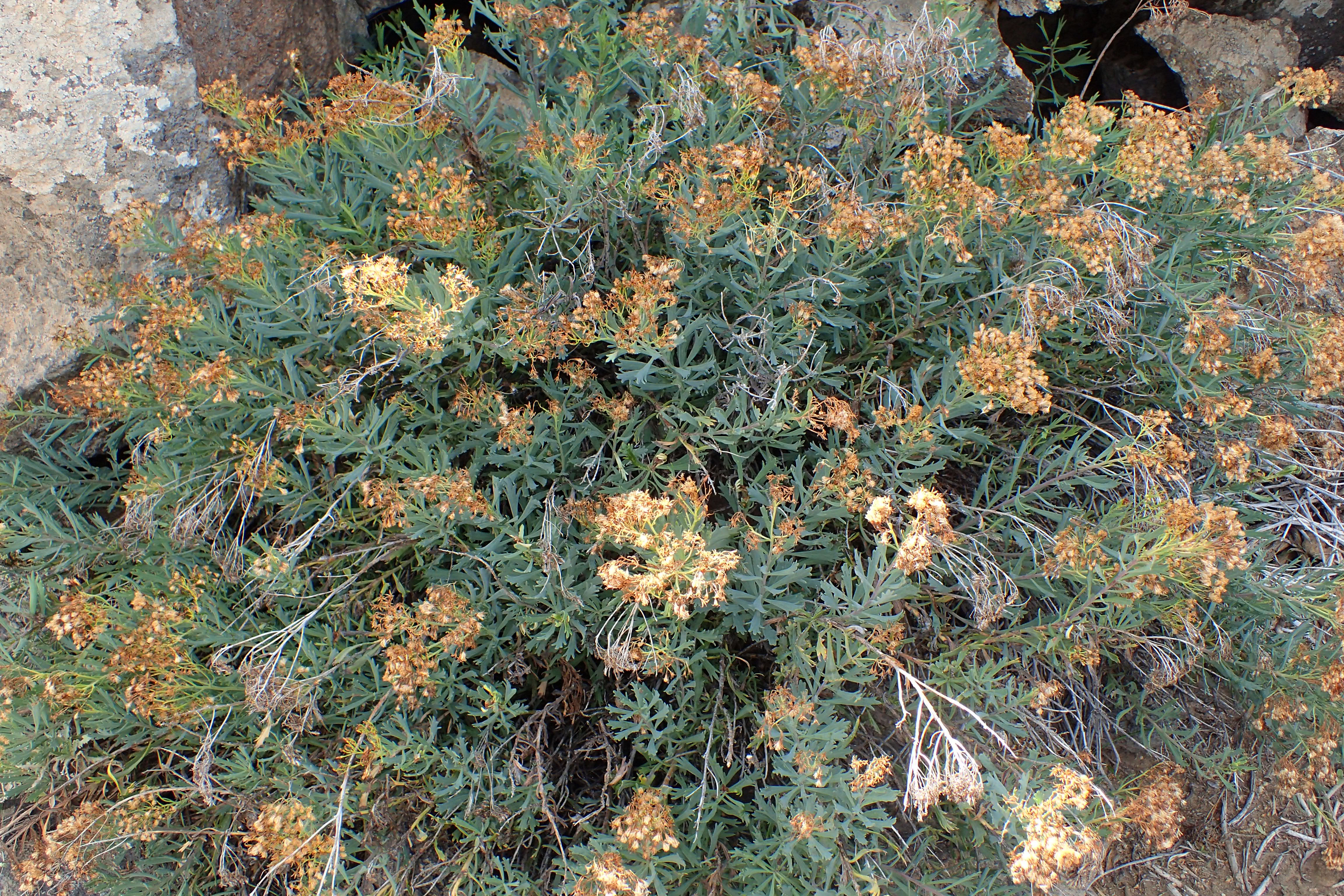
Il portamento
Bethencourtia palmensis

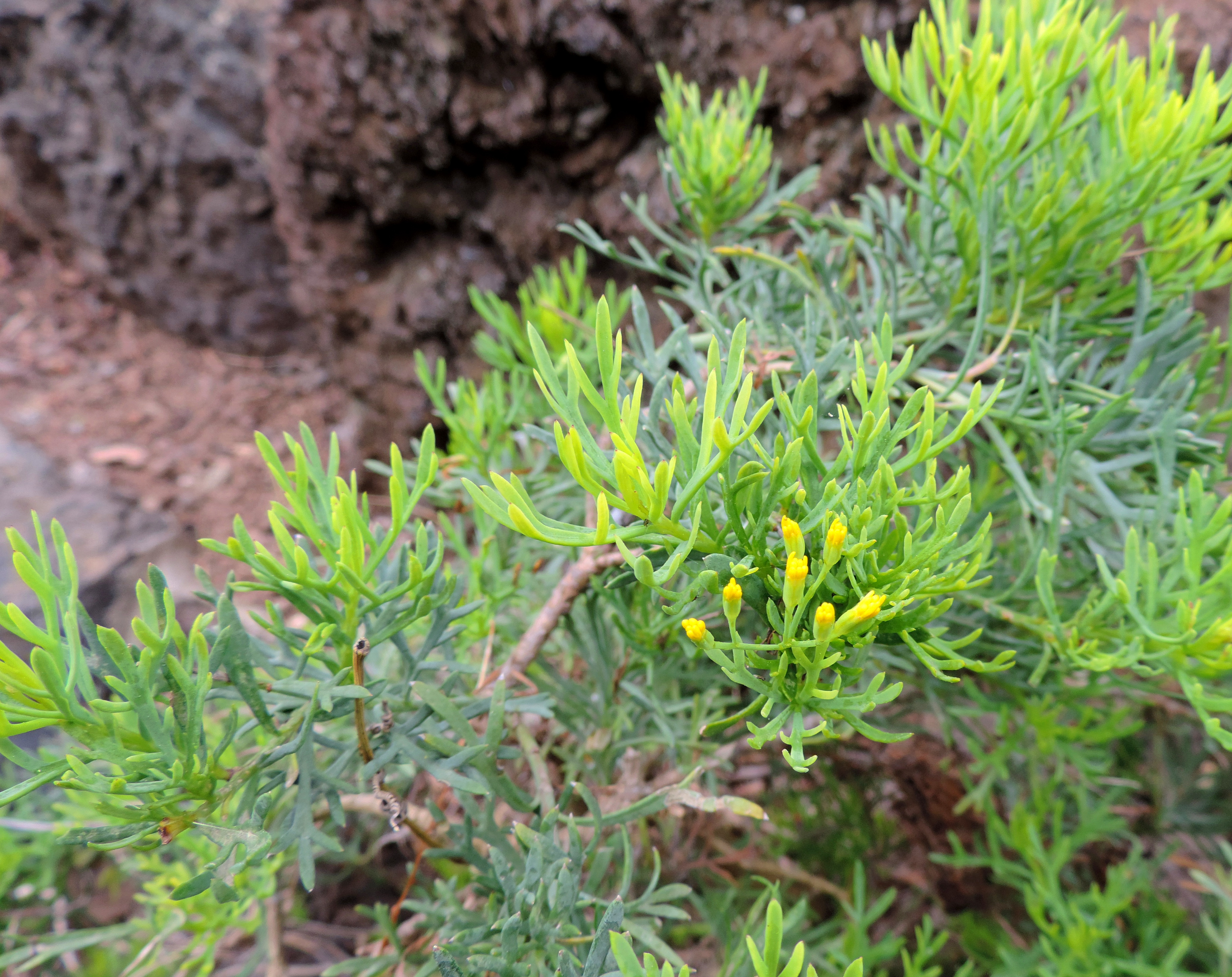
Le foglie
Bethencourtia hermosae

Habitus. Le specie di questo genere hanno un habitus di tipo arbustivo. Le superfici delle piante possono essere sia glabre che pubescenti per peli semplici.
Radici. Le radici in genere sono secondarie da rizoma e possono essere fibrose. I rizomi sono striscianti o legnosi.
Fusto. La parte aerea è eretta o strisciante o lianosa; semplice o ramosa.
Foglie. Le foglie cauline, disposte in modo alternato, sono sessili, intere, con forme lineari-obanceolate. I margini sono dentati o lobati.
Infiorescenza. Le sinflorescenze sono composte da più capolini organizzati in formazioni corimbose. Le infiorescenze vere e proprie sono formate da un piccolo capolino terminale peduncolato di tipo radiato. Alla base dell'involucro (la struttura principale del capolino) non è presente un calice formato da brattee fogliacee. I capolini sono formati da un involucro, con forme più o meno cilindriche, composto da 4 - 7 brattee, al cui interno un ricettacolo fa da base ai fiori di due tipi: quelli esterni del raggio e quelli più interni del disco. Le brattee sono disposte in modo embricato di solito su una sola serie e possono essere connate alla base. Il ricettacolo è nudo (senza pagliette a protezione della base dei fiori); la forma è convessa e a volte è alveolato.
Fiori.  I fiori sono tetra-ciclici (formati cioè da 4 verticilli: calice – corolla – androceo – gineceo) e pentameri (calice e corolla formati da 5 elementi). Sono inoltre ermafroditi, più precisamente i fiori del raggio (quelli ligulati e zigomorfi) sono pochi (1 - 3), corti e femminili; mentre quelli del disco centrale (tubulosi e actinomorfi) sono 3 - 5, bisessuali o a volte funzionalmente maschili.
- Formula fiorale:

*/x K {\displaystyle \infty }, [C (5), A (5)], G 2 (infero), achenio
- Calice: i sepali del calice sono ridotti ad una coroncina di squame.
- Corolla: nella parte inferiore i petali della corolla sono saldati insieme e formano un tubo. In particolare le corolle dei fiori del disco centrale (tubulosi) terminano con delle fauci dilatate a raggiera con cinque lobi. I lobi possono avere una forma da deltoide a triangolare-ovata. Nella corolla dei fiori periferici (ligulati) il tubo si trasforma in un prolungamento da nastriforme o ligulato a filiforme o allargato, terminante più o meno con cinque dentelli. Il colore delle corolle è giallo.
- Androceo: gli stami sono 5 con dei filamenti liberi. La parte basale del collare dei filamenti può essere dilatata. Le antere invece sono saldate fra di loro e formano un manicotto che circonda lo stilo. Le antere sono provviste di coda; a volte sono presenti delle appendici apicali che possono avere varie forme (principalmente lanceolate). La struttura delle antere è di tipo tetrasporangiato, raramente sono bisporangiate. Il tessuto endoteciale è radiale. Il polline è tricolporato (tipo "helianthoid").[10]
- Gineceo: lo stilo è biforcato con due stigmi nella parte apicale. Gli stigmi sono ottusi; possono avere un ciuffo di peli radicali o in posizione centrale; possono inoltre essere ricoperti da minute papille; altre volte i peli sono di tipo penicillato. Le superfici stigmatiche sono parzialmente confluenti (o appena discrete).  L'ovario è infero uniloculare formato da 2 carpelli.

Frutti. I frutti sono degli acheni con pappo. La forma degli acheni è oblunga; la superficie è percorsa da diverse coste longitudinali e può essere pubescente (brevemente irsuta). Possono essere presenti delle ali o degli ispessimenti marginali. Non sempre il carpoforo è distinguibile. Il colore del frutto può essere nero o bruno. Il pappo è formato da numerose setole snelle è semipersistente.

## Biologia
Impollinazione: l'impollinazione avviene tramite insetti (impollinazione entomogama tramite farfalle diurne e notturne).
Riproduzione: la fecondazione avviene fondamentalmente tramite l'impollinazione dei fiori (vedi sopra).
Dispersione: i semi (gli acheni) cadendo a terra sono successivamente dispersi soprattutto da insetti tipo formiche (disseminazione mirmecoria). In questo tipo di piante avviene anche un altro tipo di dispersione: zoocoria. Infatti gli uncini delle brattee dell'involucro (se presenti) si agganciano ai peli degli animali di passaggio disperdendo così anche su lunghe distanze i semi della pianta. Inoltre per merito del pappo il vento può trasportare i semi anche a distanza di alcuni chilometri (disseminazione anemocora).

## Distribuzione e habitat
Le specie di questo genere sono distribuite nelle isole Canarie (è un endemismo di questo arcipelago).

## Tassonomia
La famiglia di appartenenza di questa voce (Asteraceae o Compositae, nomen conservandum) probabilmente originaria del Sud America, è la più numerosa del mondo vegetale, comprende oltre 23.000 specie distribuite su 1.535 generi, oppure 22.750 specie e 1.530 generi secondo altre fonti (una delle checklist più aggiornata elenca fino a 1.679 generi). La famiglia attualmente (2021) è divisa in 16 sottofamiglie; la sottofamiglia Asteroideae è una di queste e rappresenta l'evoluzione più recente di tutta la famiglia.

### Filogenesi
Il genere di questa voce appartiene alla sottotribù Senecioninae della tribù Senecioneae (una delle 21 tribù della sottofamiglia Asteroideae). In base ai dati filogenetici la sottotribù, all'interno della tribù, occupa il "core" della tribù e insieme alla sottotribù Othonninae forma un "gruppo fratello".
I seguenti caratteri sono indicativi per la sottotribù:
- il portamento è molto vario (erbe, arbusti, liane, epifite, alberelli o alberi);
- le foglie sono sia basali che cauline disposte in modo alternato;
- sono presenti capolini sia radiati, disciformi o discoidi;
- le antere sono tetrasporangiate, raramente bisporangiate.

La struttura della sottotribù è molto complessa e articolata (è la più numerosa della tribù con oltre 1.200 specie distribuite su un centinaio di generi) e al suo interno sono raccolti molti sottogruppi caratteristici le cui analisi sono ancora da completare. Il genere di questa voce, insieme al genere Jacobaea, forma un "gruppo fratello" e si trova, da un punto di vista filogenetico, in una posizione abbastanza centrale della sottotribù. Questo clade è inoltre collegato ad altri due gruppi del genere polifiletico Senecio: (1) "Senecio glaberrimus group" e (2) "Senecio pinifolius group".
l cladogramma seguente, tratto dallo studio citato e semplificato, mostra una possibile configurazione filogenetica del gruppo.
|  | Senecio pinifolius group                                   |
|  |                                                            |
|  | \| \| Bethencourtia \| \| \| \| \| \| Jacobaea \| \| \| \| |
|  |                                                            |
|  | Bethencourtia                                              |
|  |                                                            |
|  | Jacobaea                                                   |
|  |                                                            |

|  | Bethencourtia |
|  |               |
|  | Jacobaea      |
|  |               |

|  | Senecio pinifolius group                                   |
|  |                                                            |
|  | \| \| Bethencourtia \| \| \| \| \| \| Jacobaea \| \| \| \| |
|  |                                                            |
|  | Bethencourtia                                              |
|  |                                                            |
|  | Jacobaea                                                   |
|  |                                                            |

|  | Bethencourtia |
|  |               |
|  | Jacobaea      |
|  |               |

I caratteri distintivi per le specie del genere  Bethencourtia sono:
- i capolini sono piccoli con 1 - 2 fiori del raggio e 4 - 5 fiori del disco;
- l'involucro è privo di calice basale;
- il genere è endemico delle isole Canarie.

Il numero cromosomico della specie è: 2n = 20 .

### Elenco delle specie
Questo genere ha 3 specie:
- Bethencourtia hermosae (Pit.) G.Kunkel
- Bethencourtia palmensis  (C.Sm.) Choisy ex Link
- Bethencourtia rupicola  (B.Nord.) B.Nord.

### Sinonimi
Sono elencati alcuni sinonimi per questa entità:
- Canariothamnus B.Nord., 2006